# Reicholzried

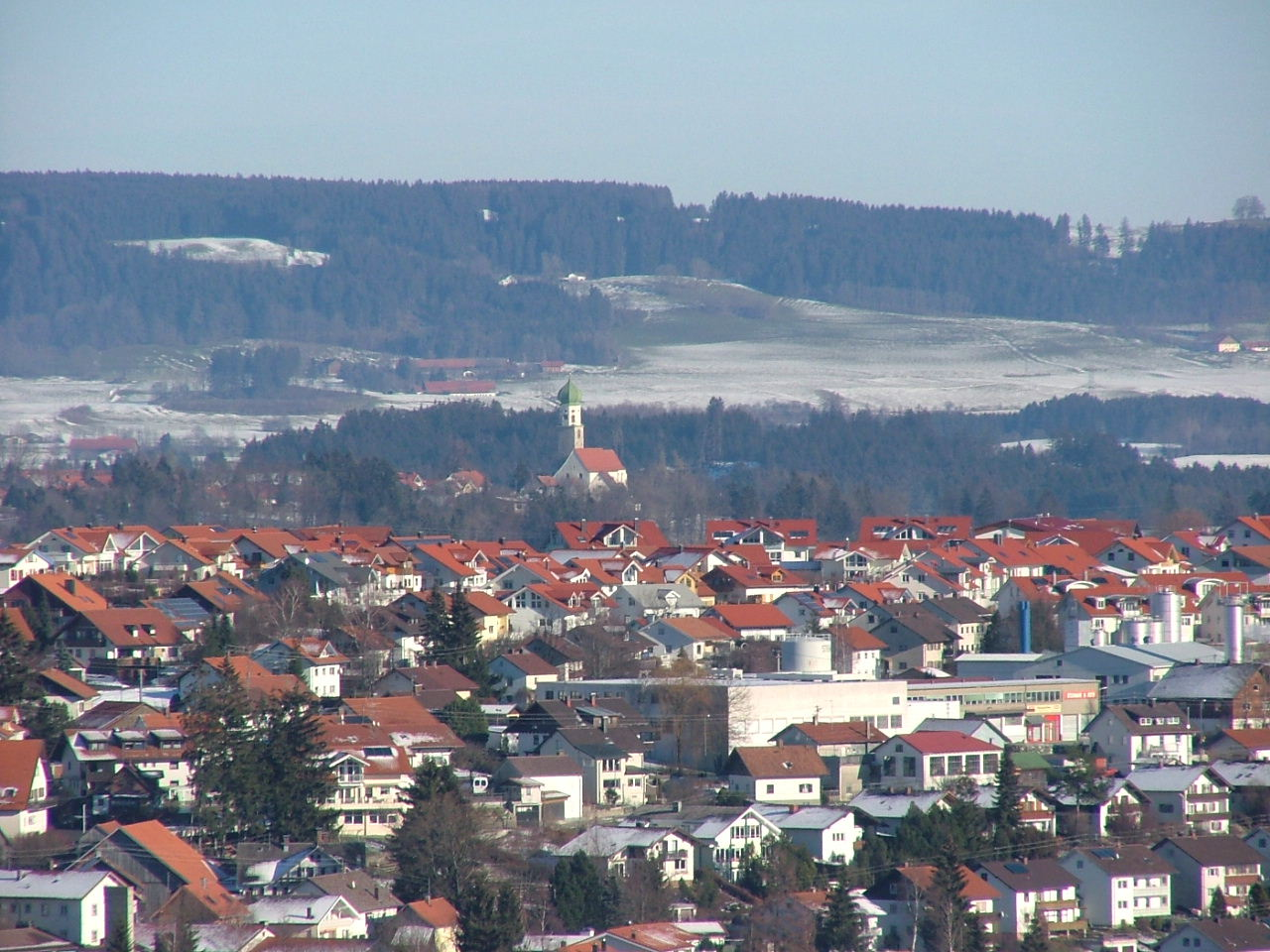
Nach der Eiszeit verließ die Iller das alte Tal und strömt seitdem zwischen Altusried (im Vordergrund) und Reicholzried nach Norden.

Reicholzried ist ein Gemeindeteil des Marktes Dietmannsried im Landkreis Oberallgäu. Er erhebt sich 720 m über dem Meeresspiegel, hat 1040 Einwohner und eine Fläche von 14,765 km².

## Geschichte
Der Ortsname mit der Endung -ried ist ein typisch Allgäuer Ortsname. „Ried“ bedeutet so viel wie Rodung. Die naheliegende Vermutung, Reicholzried bedeutet „eine Rodung reich an Holz“ trifft wohl nicht zu. Vielmehr dürfte ein Mann namens Richolf die Siedlung in karolingischer Zeit gegründet haben. Im Laufe der mittelhochdeutschen Lautverschiebung entwickelte sich dann aus Richolfsried Reicholzried. Der nahe gelegene Weiler Sachsenried gilt als Rodung zwangsverpflanzter sächsischer Siedler. Das erste schriftliche Dokument für Reicholzried gibt es aus dem Jahr 1218. Damals waren Heinrich und Berthold von Richolfsried Zeugen in Ulm, als das Kloster Kempten von Kaiser Friedrich II. die Schirmvogtei erhielt. Aus der langen Ortsgeschichte sei eine Begebenheit besonders erwähnt, weil heute noch Axtspuren an der eisenbeschlagenen Sakristeitüre der Kirche daran erinnern: Am 22. Mai 1632 plünderten 300 schwedische Reiter das Dorf und brannten es mitsamt der Kirche nieder. Dabei kam auch der Pfarrer Ulrich Weinhart zu Tode.
Zur Gemeinde gehörten außerdem die Orte Graben, Greith, Haldenmühle, Hesselstall, Heusteig, Kiesels, Kraiberg, Maierhof, Mannenschley, Pfosen, Ried, Sachsenried, Schorenmoos, Sommersberg, Tiefenau, Veiten und Wanners. Am 1. Januar 1972 erfolgte die Eingemeindung nach Dietmannsried.

## Geografie und Geologie

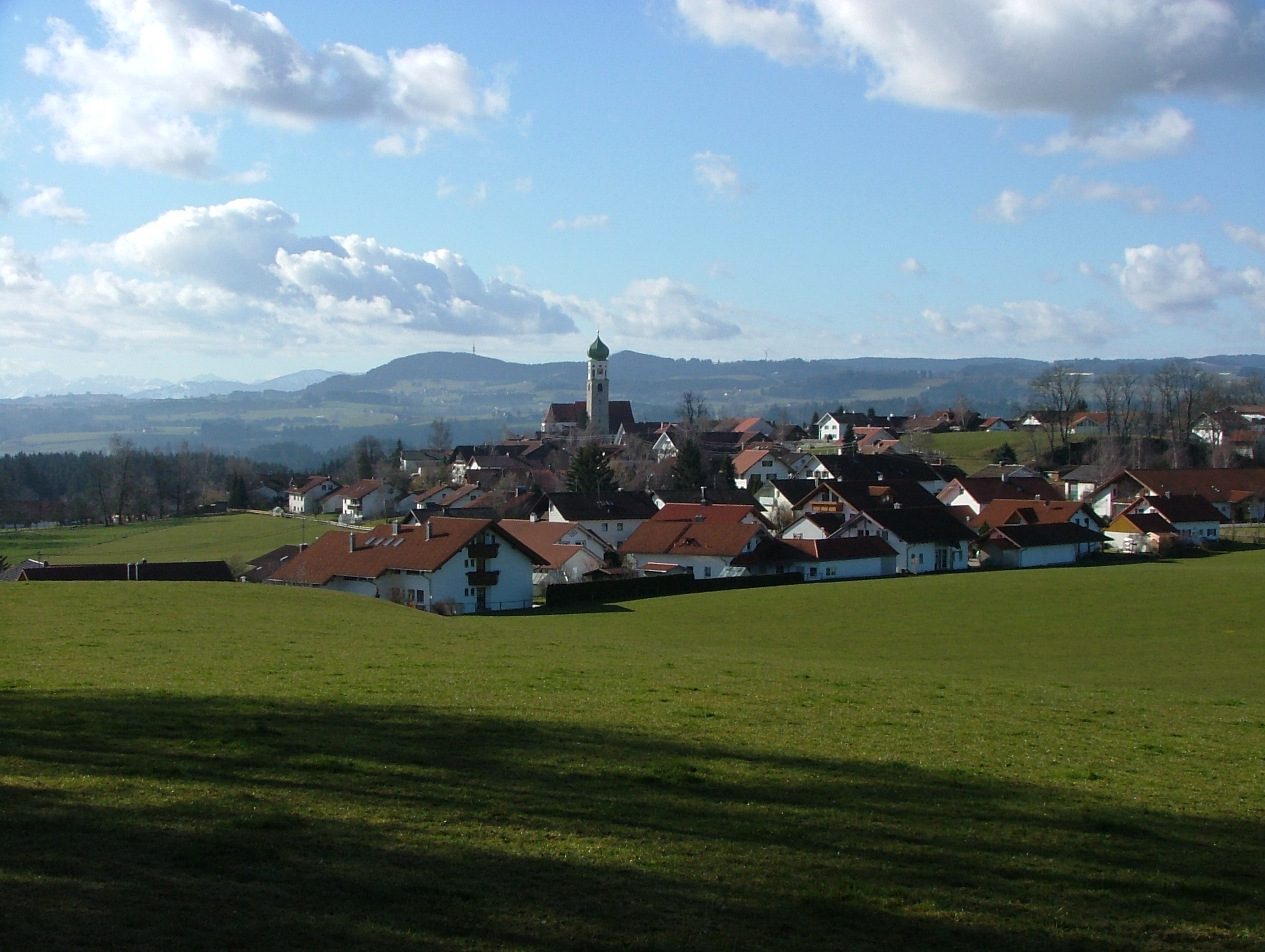
Reicholzried von Norden

Reicholzried liegt 12 km nördlich von Kempten auf einer Endmoräne des Illergletschers. Im nördlichen Oberallgäu ist der Ort weithin sichtbar. Das alte Illertal liegt breit im Osten. Doch am Ende der Kaltzeit nagte sich die Iller ein neues Flussbett durch die Moränen. Seitdem fließt der Fluss in vielen Windungen hin und her pendelnd zwischen Steilhang und Flachufer westlich an Reicholzried vorbei.

## Sehenswürdigkeiten
Die Pfarrkirche St. Georg und Florian kann durch ihre günstige Lage im nördlichen Oberallgäu überall gesehen werden. An die Zeit der Gotik erinnert noch das Netzgewölbe im Chor. 1788 erhielt sie unter dem Fürstabt Rupert die außergewöhnliche Ausstattung an Fresken und Stuck im Spätbarock/Rokoko-Stil, so dass sie zu den schönsten Kirchen des Allgäus gehört. Die Stuckarbeiten schuf Franz Xaver Feuchtmayer der Jüngere. Daneben ist auch der Friedhof weithin bekannt, nirgends sonst kann man so viele schmiedeeiserne und farbig gefasste Grabkreuze sehen. Am Eingang zum Kirchplatz steht die vermutlich 300-jährige Gerichtslinde, welche inzwischen mit Beton gefüllt wurde, um den Erhalt zu sichern. Auf dem Gedenkstein daneben sind eine Schwurhand und Worte eingemeißelt. Sie besagen, dass an dieser Stelle schon im Jahre 1430 unter dem späteren Kaiser Sigismund durch das Stift Kempten Recht gesprochen wurde. Nördlich des Ortes erhebt sich eine Hügelkuppe, die heute dicht bewaldet ist. Dort verbergen sich eine Ölbergkapelle, eine Grotte, ein Kreuzweg und viele Bildstöcke. (Kalvarienberg Reicholzried)

## Ansichten

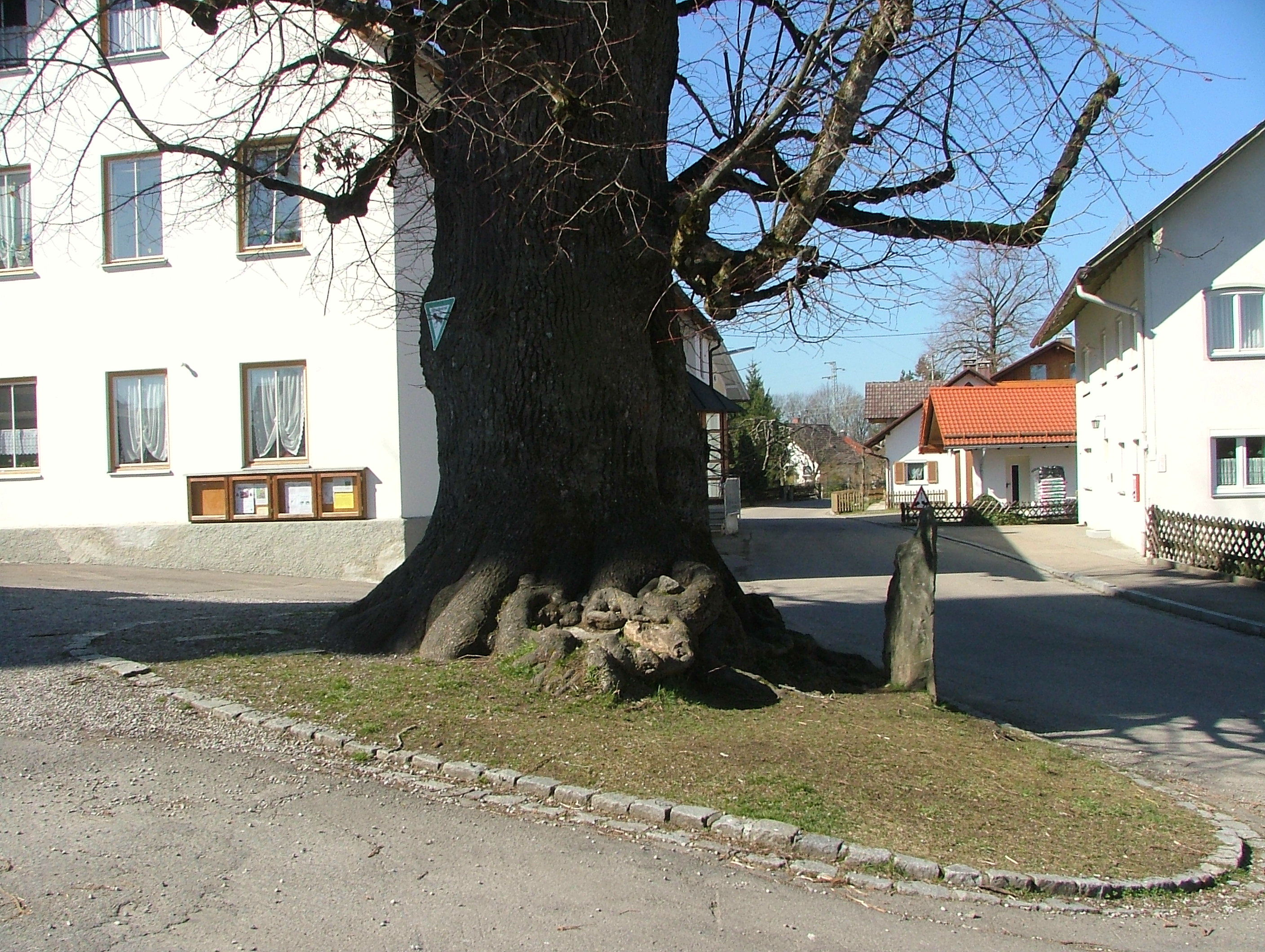
Gerichtslinde
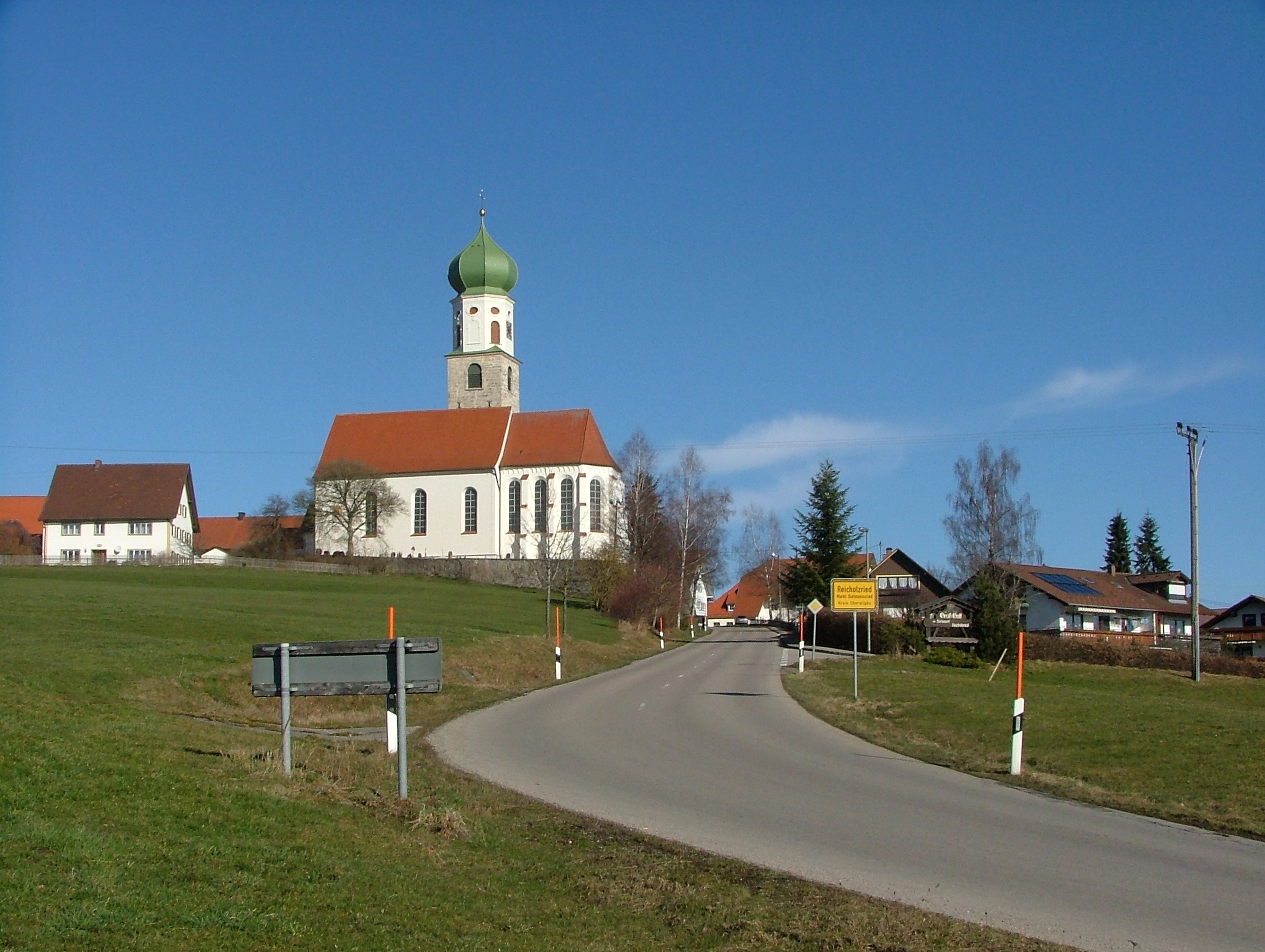
Reicholzried von Süden
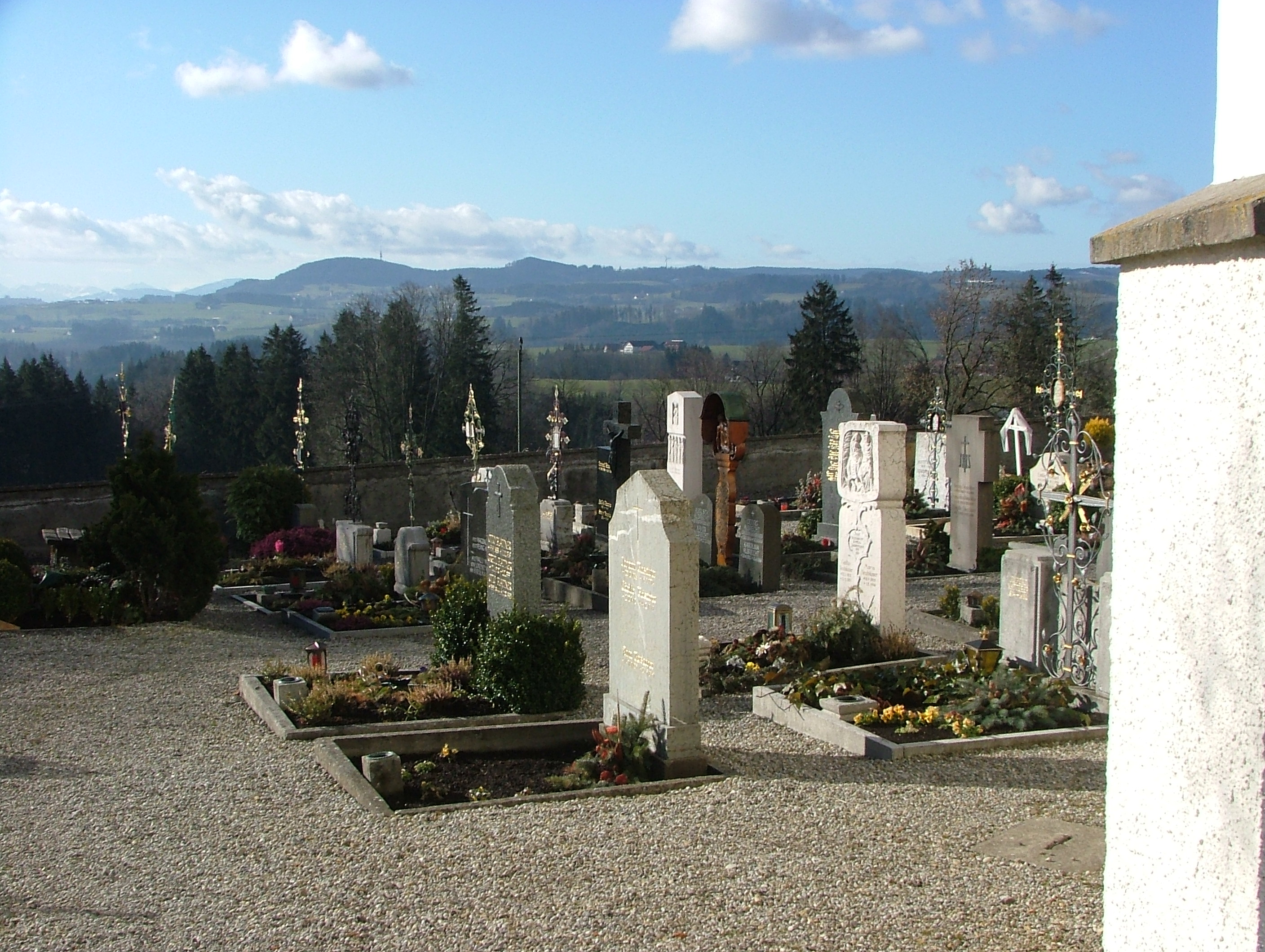
Reicholzried Friedhof
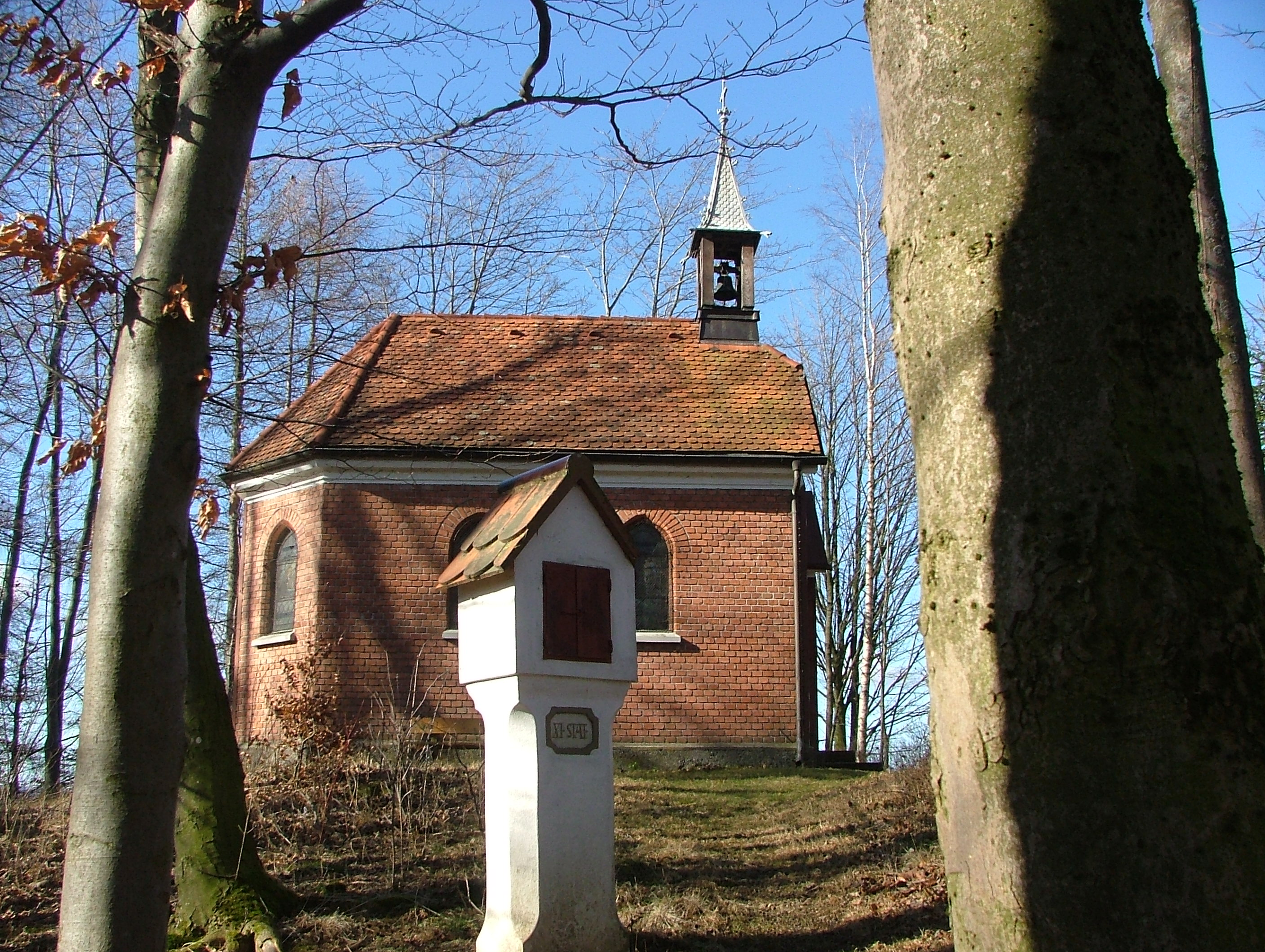
Ölberg und Kreuzweg
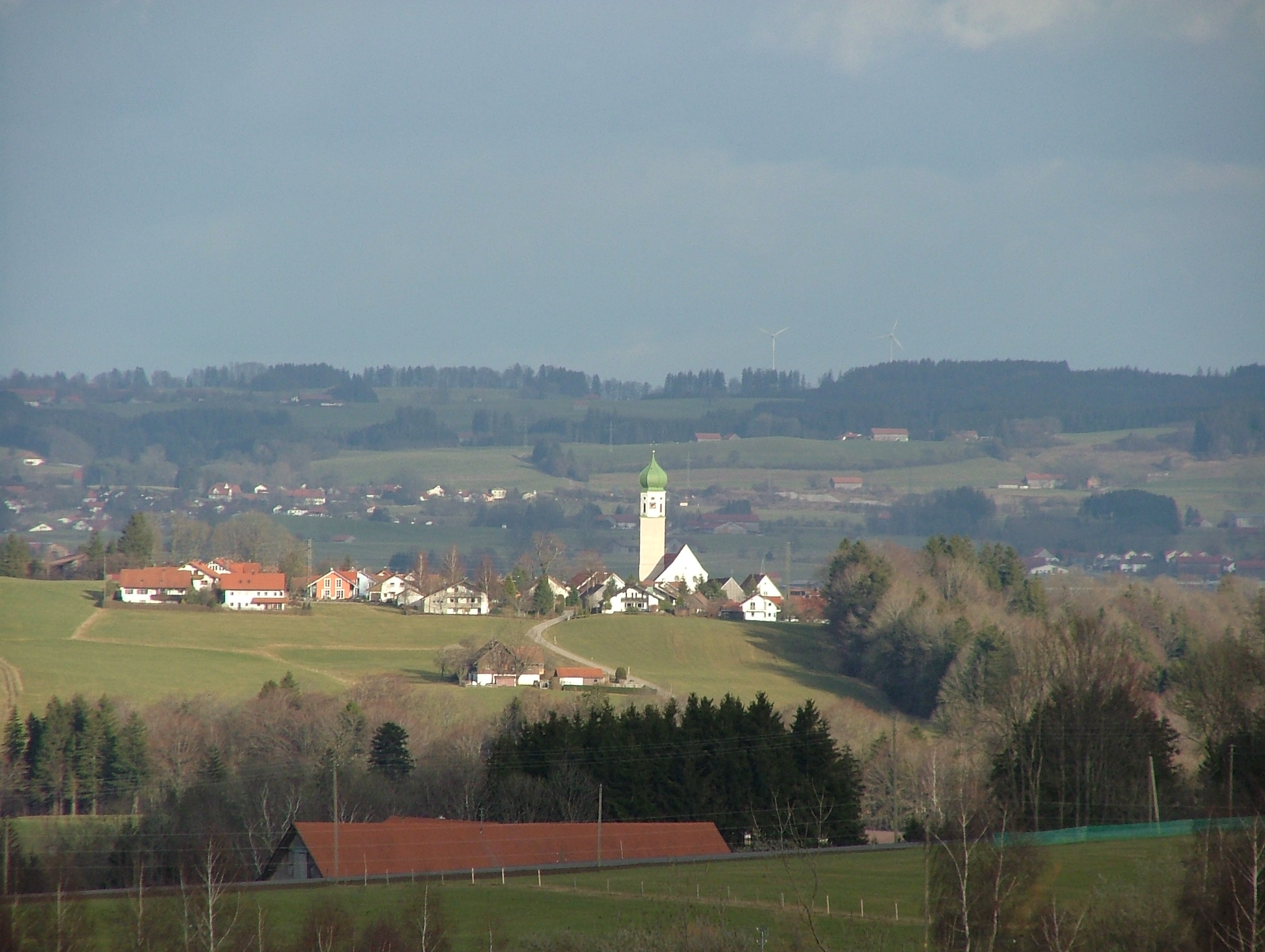
Turm und Kirche sind im nördlichen Oberallgäu weithin sichtbar.
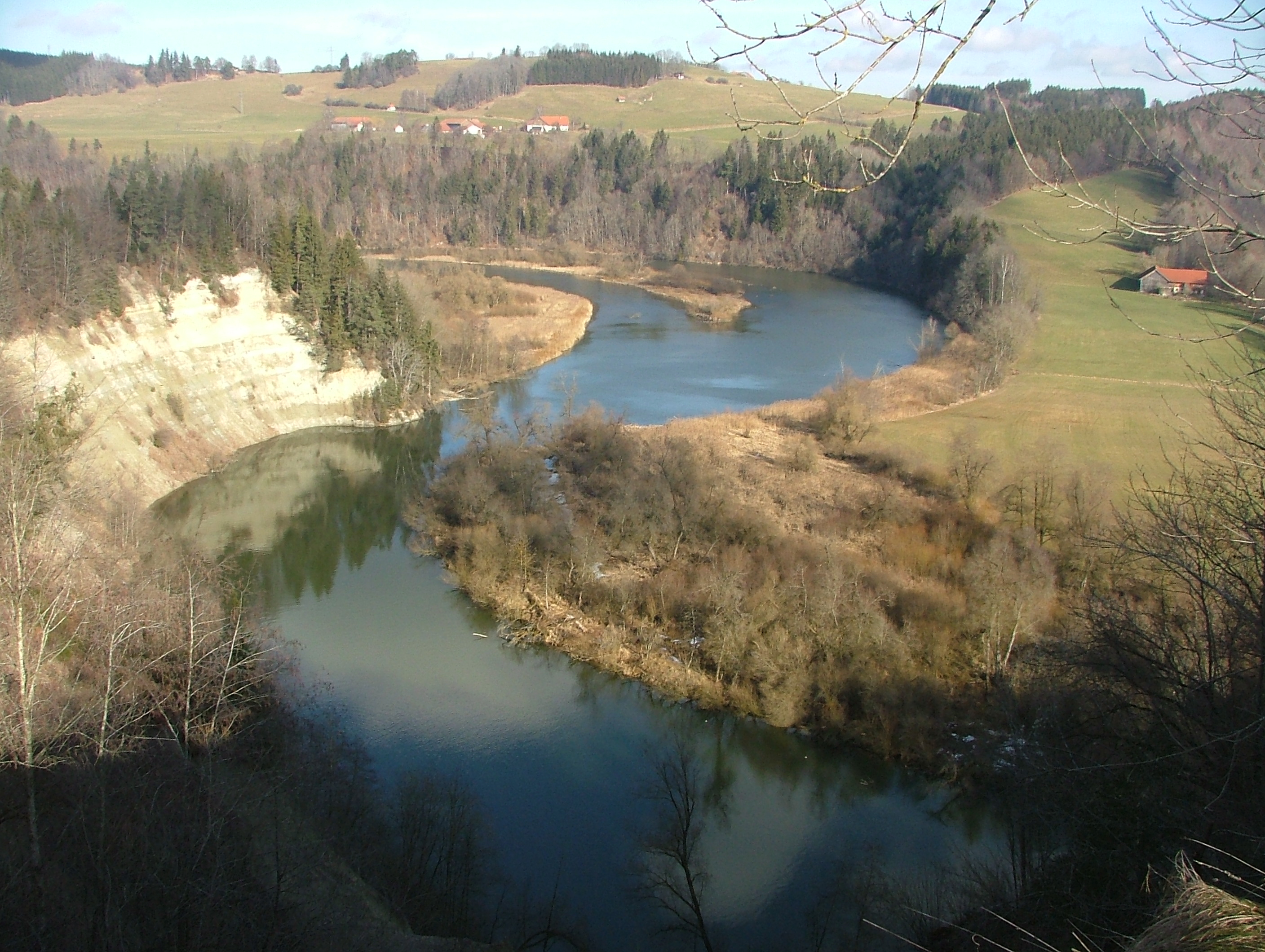
Steilufer und Flachufer der Iller bei Kalden
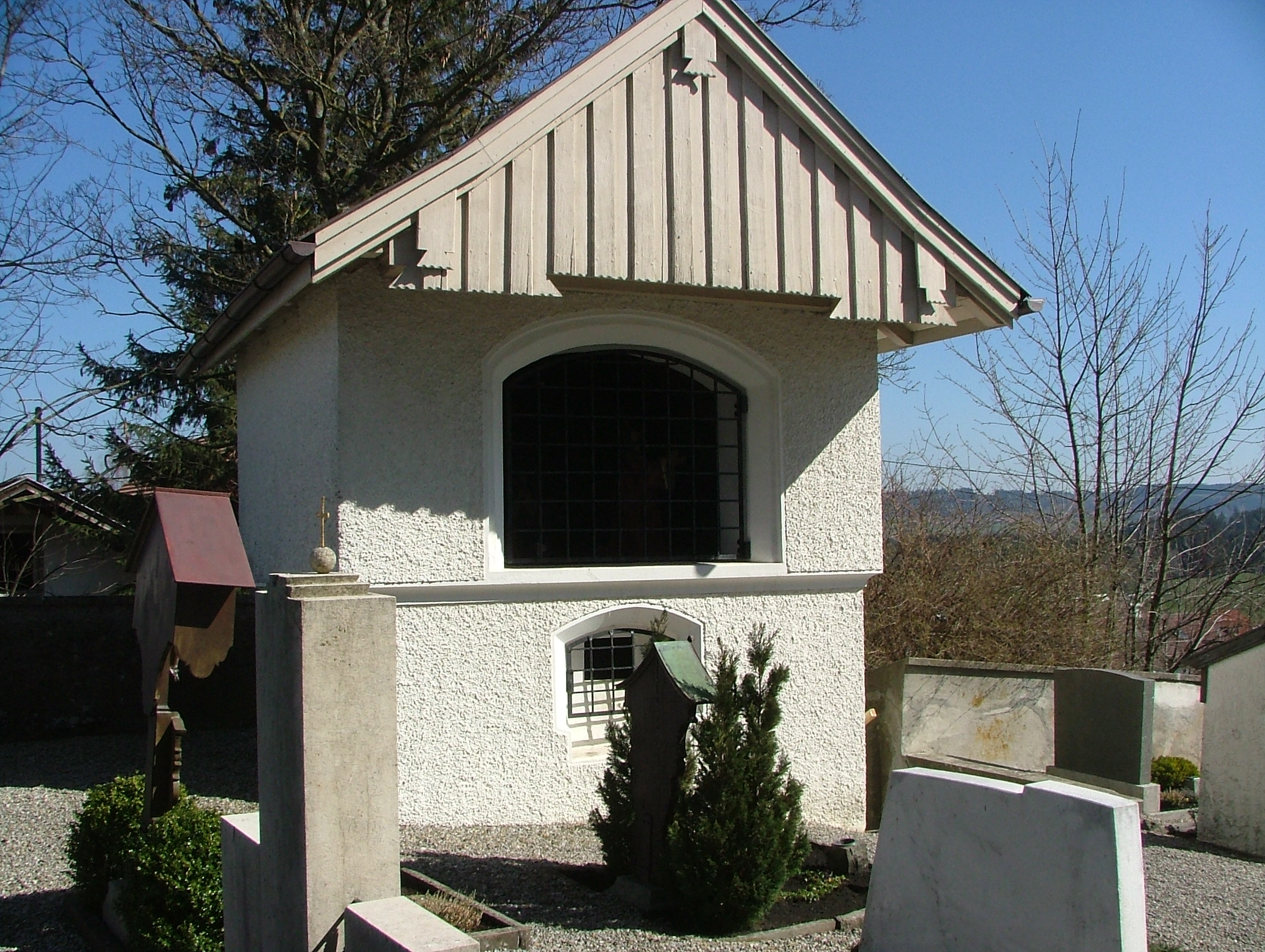
Beinhaus im Friedhof von Reicholzried
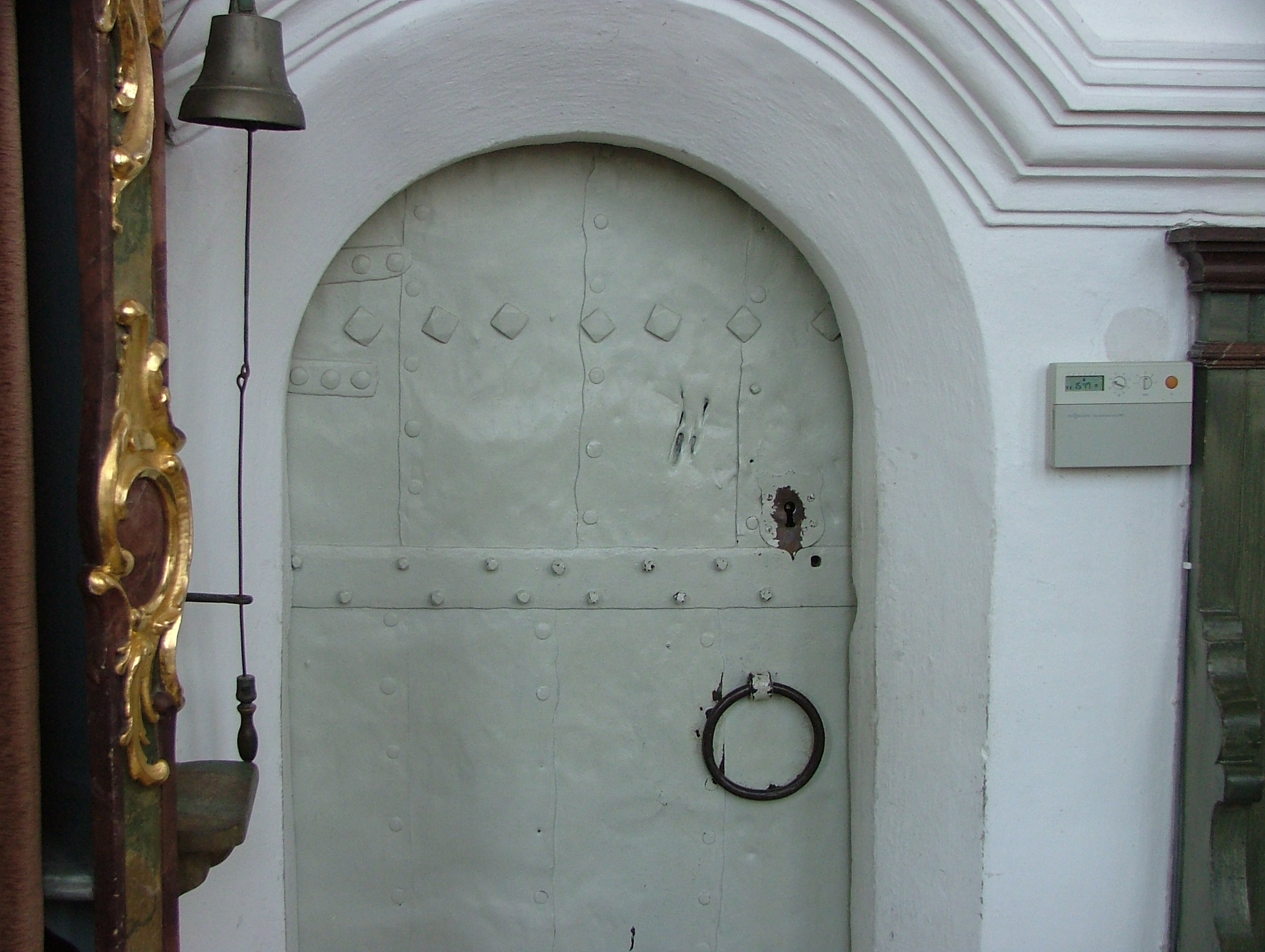
Sakristeitüre, beim genauen Hinschauen erkennt man die Axtspuren aus dem Jahr 1632